# تشانغ لو
تشانغ لو (بالصينية: 张璐) (23 أغسطس 1987 بخوبي في الصين - ) هو لاعب كرة قدم صيني في مركز الوسط. لعب مع شانغهاي غرينلاند شينهوا ونادي هينان جيانيي.

## وصلات خارجية
- تشانغ لو على موقع قاعدة بيانات كرة القدم.إي يو (الإنجليزية)
- تشانغ لو على موقع Soccerway.com (الإنجليزية)